# Karol Pomykała

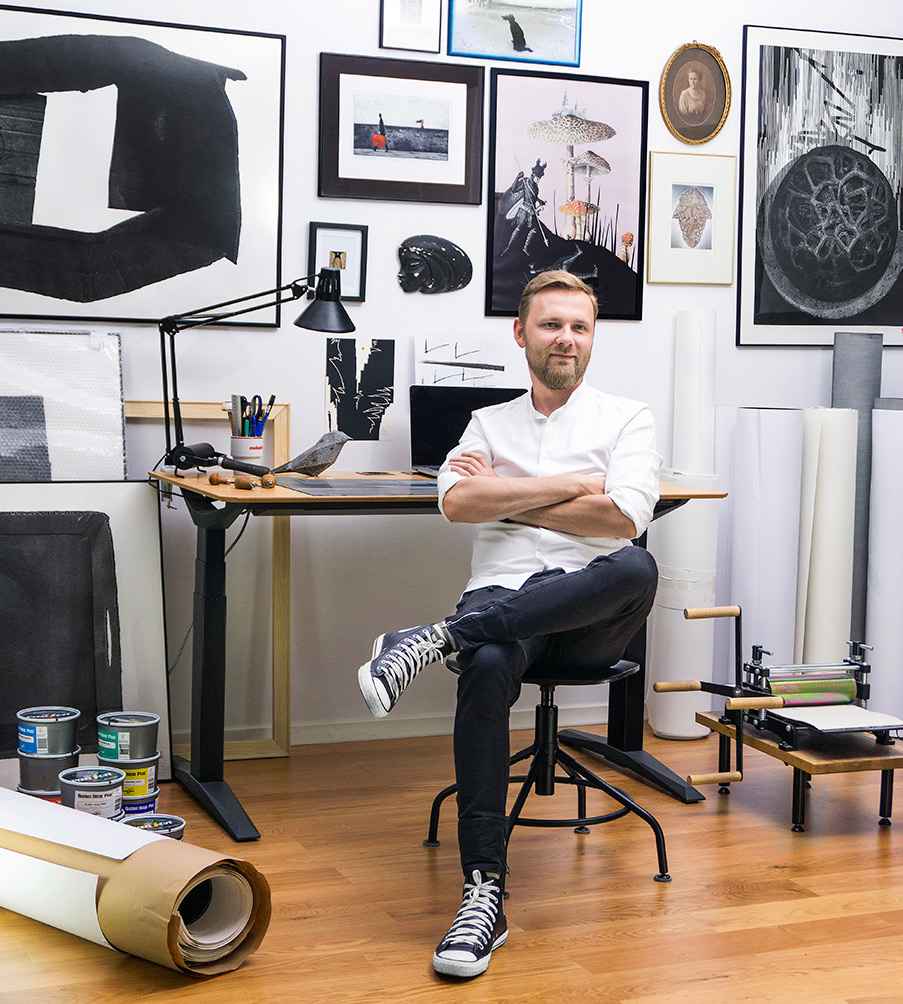
Artysta Karol Pomykała

Karol Pomykała (ur. 1985 w Zamościu) – polski artysta sztuk wizualnych, pedagog, dyrektor artystyczny. Tworzy prace malarskie, instalacje graficzne, uprawia grafikę artystyczną głównie w technice linorytu, łącząc tradycyjny warsztat graficzny z nowymi technologiami, zajmuje się również sztuką cyfrową i reklamą.

## Życiorys
Ukończył studia na Wydziale Artystycznym Uniwersytetu Marii Curie-Skłodowskiej w Lublinie w 2013 roku. Uzyskał dyplom w pracowni grafiki warsztatowej pod kierownictwem prof. Krzysztofa Szymanowicza. W 2020 otrzymał stopień doktora sztuki broniąc rozprawę Przestrzeń osobista. Od 2014 roku jest wykładowcą w pracowni grafiki warsztatowej na Wydziale Artystycznym UMCS w Lublinie, gdzie prowadzi zajęcia z grafiki warsztatowej i projektowania graficznego. Od 2010 roku do 2019 pracował jako Art Director w Saatchi & Saatchi w Warszawie. W 2021 roku został stypendystą Ministra Kultury i Sztuki z programu Młoda Polska. W 2020 roku zaprojektował i stworzył DOT TOOL dla artystów grafików do tworzenia linorytów punktowych. Od 2021 prowadzi swoją pracownię grafiki artystycznej na Mokotowie w Warszawie oraz wirtualne studio – pomykalastudio.
Brał udział w wielu ogólnopolskich i międzynarodowych wystawach m.in. ING Creative Festival w Dubaju, Międzynarodowym Festiwalu Drzeworytu w Ulsan w Korei Południowej, Międzynarodowym Biennale Grafiki Guanlan w Chinach, Międzynarodowej Nagrodzie Graficznej im. Jesusa Nuneza w Hiszpanii czy Międzynarodowe Triennale Grafiki w Turcji, Austrii, Szwecji. Prace jego autorstwa otrzymują wiele prestiżowych nagród i wyróżnień w kraju i na świecie, z czego największym uznaniem jego twórczości było przyznanie w 2018 roku Grand Prix Międzynarodowego Triennale Grafiki w Krakowie. Zdobył również wiele nagród branżowych związanych z reklamą i projektowaniem min. Nagrody w Polskim Konkursie Reklamy KTR, czy Effie Award.
Jego prace można podziwiać w muzeach i prywatnych kolekcjach w Polsce i za granicą.

## Nagrody i wyróżnienia artystyczne
2021
- Nagroda Rektora Uniwersytetu Artystycznego w Poznaniu, 11 Triennale Grafiki Polskiej, Katowice, Polska[6];

2019
- III nagroda, Brąz, Ulsan International Woodcut Print Biennale, Ulsan, Korea[7];
- II nagroda Megalo International Print Prize, Kingston, Australia[8];

2018
- Grand Prix, Międzynarodowe Triennale Grafiki, Kraków, Polska[9];
- Nagroda im. Haliny Chrostowskiej, 10 Triennale Grafiki Polskiej, Katowice, Polska[10];
- Nagroda I stopnia Rektora Uniwersytetu Marii Curie Skłodowskiej w Lublinie za osiągnięcia artystyczne, Lublin, Polska[3];

2017
- I nagroda ART, Antalis Design Awards 16 kategoria ART, Warszawa, Polska[3];
- Wyróżnienie Honorowe, 3rd International Printmaking Triennial of Ulus, Belgrad, Serbia[11];
- Wyróżnienie Honorowe, I International Print Biennale, Yerevan, Armenia[3];

2016
- II Nagroda “Nagy Imre Prize”, IV Biennale Grafiki Szeklerland, Covasna, Rumunia[3][12];
- Brąz KTR, Polski Konkurs Reklamy KTR, kategoria ilustracja Portfolio, Warszawa, Polska;
- Wyróżnienie Specjalne, Nonesuch Art on Paper Awards, Parrsboro, Kanada[3];
- Wyróżnienie Honorowe, VIII Ural Print Triennial International Exhibition, Ufa, Rosja[3];
- Wyróżnienie, I Międzynarodowe Biennale Grafiki LODZPRINTS, Łódź, Polska[3];
- Wyróżnienie, XIII Międzynarodowy Konkurs Graficzny im. Józefa Gielniaka, Jelenia Góra, Polska[3];

2015
- I Nagroda, X Międzynarodowa Nagroda Graficzna im. Jesusa Nuneza, Betanzos, Hiszpania[3];
- Nagroda im. Pawła Stellera, 9 Triennale Grafiki Polskiej, Katowice, Polska[3];
- Nominacja do nagrody, XI Quadriennale Drzeworytu i Linorytu Polskiego, Olsztyn, Polska[3];
- Nominacja do nagrody, 9 Biennale Grafiki Studenckiej, Poznań, Polska[3];

2011
- Wyróżnienie Honorowe, IV Ogólnopolski Konkurs Grafiki im. Ludwiga Meidnera, Oleśnica, Polska[13];

2010
- Główna Nagroda za projekt statuetki w konkursie „Nie przegap zmian na wschodzie”, Warszawa, Polska[3];

## Nagrody w dziedzinie projektowania
2017
- Nagroda Srebro, Polski Konkurs Reklamy KTR, kategoria Design, Warszawa, Polska[3];

2016
- Nagroda Brąz, Polski Konkurs Reklamy KTR, kategoria Portfolio, kategoria Design, Warszawa, Polska[3];

2015
- Nagroda Srebro Effie Awards, kategoria kampania reklamowa, Warszawa, Polska[3];
- Nagroda Brąz Effie Awards, kategoria kampania reklamowa, Warszawa, Polska[3];

2013
- Nominacja w Polskiej Edycji Young Creatives 2013 w kategorii Design, Warszawa, Polska[3];
- Nagroda Brąz Effie Awards, kategoria kampania reklamowa, Warszawa, Polska[3];

2012
- Nagroda Brąz, Polski Konkurs Reklamy KTR, kategoria Print, Warszawa, Polska[14];

2010
- Nagroda Złoto, Polski Konkurs Reklamy KTR, kategoria Creative Students PRINT, Warszawa, Polska[14];

## Wystawy indywidualne
2021
- “Stary początek. Karol Pomykała, Linoryt + VR”, Galeria Pracownia Otwarta LuCreate, Lublin, Polska[15];

2020
- „Karol Pomykała”, Galeria Akademia Sztuk Pięknych im. Wł. Strzemińskiego w Łodzi, Łódź, Polska[7];
- Karol Pomykała, Linoryt: galeria sztuki MOK, Dębica, Polska[16].

2019
- „Laureaci w Centrum uwagi. Karol Pomykała, Zanurzenie”, Galeria Centrum Międzynarodowe Centrum Sztuk Graficznych, Kraków, Polska[3];

2016
- „Linie i punkty. Karol Pomykała” wystawa grafiki, Muzeum Historii Katowic, Katowice, Polska[17];
- „Karol Pomykała, Grafika”, Dom Kultury Lubelskiej, Lublin, Polska[18];

2008
- „Grafika, Karol Pomykała”, galeria Klub Garnizonowy, Lublin, Polska[3];

## Wystawy konkursowe, zbiorowe
2021
- Universum | Trienále SEFO 2021, Olomouc Museum of Art, Czechy[19];
- Third International Print Biennale Yerevan 2021, Foundation Kultur Dialog Armenien, Yerevan, Armenia[20];
- Warsaw off ART 2021 „Art is not a crime” – IV Edycja Niezależnego Międzynarodowego Festiwalu Niezależnej Sztuki Współczesnej, Warszawa, Polska[21];
- II Międzynarodowe Triennale Grafiki w Cieszynie 2021, Cieszyn, Polska[22];
- X International Triennial Of Graphic Art Bitola-ITG Bitola 2021, Macedonia[23];

2019
- Ulsan International Woodcut Print Biennale, Ulsan, South Korea[3];
- HIT Festival Haugesund International Festival of Artistic Relief Printing; Haugesund, Norwegia[3];
- Megalo International Print Prize, Kingston, Australia[3];

2018
- International Print Triennial in Krakow, Gallery in Bunkier Sztuki, Kraków, Polska[24];
- 10 Triennale Grafiki Polskiej, Muzeum Śląskie, Katowice, Polska[3];
- Lessedra World Art Print Annual 2018, Lessedra Gallery, Sofia, Bułgaria[3];
- XVIII. Deutsche Internationale Grafik-Triennale Frechen, Niemcy[3];
- The 7th Ulsan International Woodcut Festival, Ulsan, Korea[3];
- International Biennial Print Exhibit: 2018 ROC, National Taiwan Museum of Fine Arts, Taichung, Taiwan[3];
- Group Printmaking Exhibition “Song from the earth”, Shirin Gallery, Teheran, Iran[3];
- International Print Biennial Lodz, Łódź, Polska[3];

2017
- 1st International Print Biennale Yerevan 2017, Foundation KulturDialog Armenien, Yerevan, Armenia[3];
- Engraving Biennale of Saint-Maur-Des-Fosses, Musee de Saint-Maur, La Varenne SaintHilare, Francja[3];
- International Print Biennial Varna, City Art Gallery „Boris Georgiev” Varna, Bulgaria[3];
- International Exhibition “Miniprint Berlin 2017”, Galleri Heike Arndt DK Berlin, Berlin[25],
- 6th Guanlan International Print Biennial, China Printmaking Museum, Guanlan, Shenzhen, Chiny[3];
- International Graphic Art Biennial Spritgraphic, Old City Hall, Split, Chorwacja[3];
- 22. Wschodni Salon Sztuki „Mistrzowie drzeworytu i linorytu współczesnego”, Muzeum Lubelskie, Lublin, Polska[26];
- 3rd International Printmaking Triennial of Ulus, Belgrad, Serbia[3].
- Nonesuch Art of Paper Awards, MainStation, Parrsboro, Kanada[27];
- 16. Międzynarodowe Triennale Małe Formy Graficzne, Łódz, Polska[3];

2016
- 5 Międzynarodowe Biennale Grafiki Cyfrowej, Gdynia, Polska[28][3];
- International Print Triennial, Kraków-Falun, Falun, Szwecja[29];
- V Międzynarodowa Wystawa Grafiki, CKM Caddebostan Cultural Center, Istanbuł, Turcja[3];
- 9th International Triennial of Small Graphic Forms VILNIUS 2016, Wilno, Litwa[30];
- XVI Międzynarodowe Biennale Małej Formy Graficznej i Ekslibrisu, Ostrów Wielkopolski, Polska[3];
- Ural Print Triennial, Republika Baszkirii, Rosja[3];
- XI Premio Internacional de Arte Grafico Jesus Nunez, Betanzos, Hiszpania[3];
- IV Biennale Grafiki Szeklerland, Transylvanian Art Center, Covasna, Rumunia[12];
- I Międzynarodowe Biennale Grafiki LODZPRINTS, Łódź, Polska[3];
- XXIV Międzynarodowa Nagroda Graficzna Máximo Ramos, Centro Torrente Ballester, Ferrol, Hiszpania[31];
- XIII Międzynarodowy Konkurs Graficzny im. Józefa Gielniaka, Jelenia Góra, Polska[32];

2015
- Międzynarodowe Biennale Grafiki ROC 2015, National Taiwan Museum of Fine Arts, Taichung, Tajwan[3];
- XI Quadriennale Drzeworytu i Linorytu Polskiego, Olsztyn, Polska[3];
- XIX Wschodni Salon Sztuki, Lublin, Polska[3];
- Międzynarodowy Konkurs na rysunek im. Andriollego, Nałęczów, Polska[3];
- X Międzynarodowa Nagroda Graficzna im. Jesusa Nuneza, Betanzos, Hiszpania[3];
- Międzynarodowe Biennale Grafiki Splitgraphic, Split, Chorwacja[3];
- 9 Triennale Grafiki Polskiej, w Katowice, Polska[3];
- Międzynarodowe Triennale Grafiki, w Krakowie, Polska[3];
- Grand Prix Młodej Grafiki Polskiej, w Krakowie, Polska[3];
- Międzynarodowe Triennale Miniprint, Tokio, Japonia[3];
- 9 Biennale Grafiki Studenckiej, Poznań, Polska[3];
- Międzynarodowe Triennale Grafiki, Falun, Szwecja[3];